# یواس‌اس تیکوندروگا (سی‌وی-۱۴)
یواس‌اس تیکوندروگا (سی‌وی-۱۴) (به انگلیسی: USS Ticonderoga (CV-14)) یک کشتی بود که طول آن As built:
۸۸۸ فوت (۲۷۱ متر) overall بود. این کشتی در سال ۱۹۴۴ ساخته شد.